# Font de Moreu

Les Fonts de la Borda del Manel, respecte del terme d'Abella de la Conca

La Font de Moreu és una font del terme d'Abella de la Conca, al Pallars Jussà, a prop de l'antiga caseria de la Torre d'Eroles.
Està situada a 1.151,5 m d'altitud, a llevant de la Torre d'Eroles, a l'esquerra del riu d'Abella, també a llevant de Casa Manel, al sector nord-oest del Bosc d'Abella. És al costat d'un revolt tancat cap a migdia de la pista del Bosc d'Abella.

## Etimologia
Com diu Joan Coromines, Moreu procedeix de l'occità moureu, bru fosc, possiblement apel·latiu amb què es coneixia el propietari del lloc o un dels assidus d'aquesta font.